# Scolops excultus
Scolops excultus är en insektsart som beskrevs av Lawson och Beamer 1930. Scolops excultus ingår i släktet Scolops och familjen Dictyopharidae. Inga underarter finns listade i Catalogue of Life.